# Uppgående solens orden
Uppgående solens orden (旭日章 Kyokujitsu-shō?), är en japansk orden instiftad den 10 april 1875 av kejsar Meiji. Orden var den första nationella dekorationen som utdelats av den japanska regeringen efter att ha skapats den 10 april 1875 genom ett dekret från statsrådet. Ordenstecknet har strålar av solljus från den uppgående solen. Utformningen av den uppgående solen symboliserar energi lika kraftfull som den uppgående solen parallellt med "uppgående solen"-konceptet i Japan ("Soluppgångens land").
Orden utdelas till dem som har gjort framstående insatser i internationella relationer, främjat den japanska kulturen, framsteg inom sitt arbetsområde, utveckling i social/yrkesmässig välfärd eller bevarandet av miljön. År 2003 blev den övre delen av ordens 1:a klass överförd till en separat orden vid namn Paulowniaorden.
Den moderna versionen av den här utmärkelsen har tilldelats icke-japanska mottagare sedan 1981 (även om flera utlänningar fick den före andra världskriget); och kvinnor har mottagit orden sedan 2003 (tidigare har kvinnor tilldelats Dyrbara Kronans orden). Tilldelningen av orden administreras av premiärministerns dekorationsbyrå. Den utdelas i kejsarens namn och kan tilldelas postumt. Det kan ges till japanska såväl som icke-japanska medborgare. Nils Stormby fick mottaga orden för sina femton år som konsul för Japan i Malmö, och för de affärsrelationer han skapade med Japan genom åren.

## Klasser
| Ordenstecken | Band | Ordensgrad |
| ------------ | ---- | ---------- |
|              |      | 1:a klass  |
|              |      | 2:a klass  |
|              |      | 3:a klass  |
|              |      | 4:a klass  |
|              |      | 5:a klass  |
|              |      | 6:a klass  |

## Svenskar som mottagit orden
Lista över svenskar som mottagit orden 2008-2021.

### Första klassen, Storkors
- Svante Lindqvist, hösten 2013[8]
- Torsten Wiesel, hösten 2009[9]

### Andra klassen, Guld- och silverstjärna
- Barbara Cannon, våren 2016[10]
- Hans G. Forsberg, hösten 2015[11]
- Lars Heikensten, våren 2022[12]
- Dan Larhammar, hösten 2022[13]
- Harriet Wallberg, våren 2014[14]
- Jacob Wallenberg, hösten 2018[15]
- Hans Wigzell, hösten 2008[16]
- Gunnar Öquist, hösten 2014[17]

### Tredje klassen, Guldstrålar med halsband
- Leif Almö, våren 2018[18]
- Lena Asplund, hösten 2017[19]
- Herbert Blomstedt, våren 2018[18]
- Bo Dankis, våren 2020[20]
- Jan Lindhe, hösten 2013[8]
- Thomas Lumsden, våren 2015[21]
- Björn O. Nilsson, hösten 2019[22]
- Eva von Oelreich, hösten 2015[11]
- Imre Pázsit, hösten 2016[23]
- Carl Eric Stålberg, våren 2017[24]
- Marie Söderberg, våren 2021[25]

### Fjärde klassen, Guldstrålar med rosett
- Barbro Beck-Friis, hösten 2011[26]
- Mats Isaksson, hösten 2021[27]
- Edvard Fleetwood, våren 2018[18]
- Ulla Wagner, våren 2015[21]

### Femte klassen, Guld- och silverstrålar
- Monica Braw, våren 2011[28]
- Åke Nordgren, hösten 2020[29]